# Ferrovia Udine-Cividale
La ferrovia Udine–Cividale è una linea ferroviaria di proprietà regionale, un tempo concessa, a binario semplice non elettrificato e a scartamento ordinario che collega la città di Udine a Cividale del Friuli. 
Fu costruita ed esercita dalla Società Veneta (SV). In seguito, fu gestita da due gestioni commissariali governative, dalle Ferrovie dello Stato (FS), da Sistemi Territoriali (ST) e dalla Società Ferrovie Udine-Cividale (FUC). Dal 2025 è gestita da Rete Ferroviaria Italiana.  La FUC, il cui capitale è stato versato interamente dalla regione Friuli-Venezia Giulia opera sulla linea in qualità di impresa ferroviaria.

## Storia
Con RD 12 giugno 1884, n. 2507, fu concessa alla Società Veneta per le imprese e costruzioni pubbliche la costruzione e l'esercizio novantennale di una linea ferroviaria a scartamento ordinario tra Udine e Cividale del Friuli. La società ferroviaria ricevette sovvenzionamenti sia da parte dello Stato italiano sia da parte degli enti locali quali la provincia di Udine e i comuni interessati. Il progetto iniziale fu redatto dall'ingegner Gabelli e fu approvato dal Consiglio Superiore dei Lavori Pubblici nel 1880, mentre quello esecutivo fu elaborato dall'ingegner Vianelli.
La linea fu inaugurata due anni dopo, il 24 giugno. Inizialmente, la SV impiegò quattro locomotive a vapore: due del gruppo 22 e altre due appartenenti al gruppo 23. Dopo la prima guerra mondiale furono assegnate al deposito di Udine le sei locomotive del gruppo 27, costruite nel 1902-1903. Nel corso della prima guerra mondiale fu costruita la ferrovia Cividale–Caporetto, linea a scartamento ridotto da 750 mm che dalla località Barbetta di Cividale giungeva a Susida, allo scopo di favorire il trasporto di truppe al fronte. Dopo la battaglia di Caporetto e fino all'armistizio di Villa Giusti, la Udine–Cividale passò sotto il controllo dell'esercito austro-ungarico. Già a partire dal 6 novembre 1918 fu ripristinata la circolazione da parte della Veneta.
Nel primo dopoguerra, la linea fu una delle poche della rete SV nel Friuli, assieme alla ferrovia Carnia–Tolmezzo–Villa Santina, che non fu riscattata dallo Stato italiano. La perdita di molte linee friulane comportò la costruzione di un nuovo deposito a Udine, posto nei pressi dell'attuale via Peschiera. Il 22 novembre 1938, la piena del Torre provocò il crollo di due arcate del ponte durante il transito di un treno passeggeri, causando la morte di ventuno persone. L'opera d'arte fu ripristinata tempo dopo, mentre la circolazione fu garantita provvisoriamente da un guado.
La linea ferroviaria non passò indenne la seconda guerra mondiale: le infrastrutture danneggiate dai bombardamenti furono prontamente riparate dalle maestranze tedesche. Al termine del conflitto, tuttavia, non risultarono sottrazioni o distruzioni del materiale rotabile. Nel 1958 la SV attuò la dieselizzazione della ferrovia. Con la contestuale dismissione delle sei locomotive SV gruppo 27, al deposito di Udine giunsero tre unità delle automotrici ADn 800, per svolgere il servizio passeggeri, e due DE.424, per quello merci.
Il 30 settembre 1964, con decreto ministeriale n. 109, la SV ottenne la proroga della concessione al 7 ottobre 1989. Nel 1970, l'esercizio della linea passò alla Società Veneta Autoferrovie (SVA), controllata dalla SV. Fu sotto la SVA che si rinnovò l'armamento, impiegando rotaie Vignoles, dal peso di 36,6 kg per metro lineare, che poggiarono su traversine in legno.
Nel 1981 vi fu un altro cambio di società esercente che divenne la Ferrovie del Nord-Est (FNE), anch'essa controllata dalla SV. Tre anni dopo, entrarono in esercizio delle ALn 663, classificate nel gruppo ADn 900.
Nel 1986, la Società Veneta fu commissariata e le sue quattro linee furono esercite da gestione commissariali governative diverse: quella della Udine–Cividale si chiamò Gestione commissariale governativa della Ferrovia Udine Cividale (FUC). Il commissario, tuttavia, fu unico per tutte le quattro linee e mantenne la sede a Padova. Il 1º gennaio 1990, la gestione commissariale fu unificata per la Parma–Suzzara, la Adria–Mestre e la Udine–Cividale istituendo la Gestione commissariale governativa delle Ferrovie Venete, sempre con sede a Padova; la direzione d'esercizio della linea friulana rimase a Udine.
Sotto la gestione commissariale iniziò il progressivo rinnovo dell'armamento con l'applicazione di rotaie 50 UNI su traverse in Calcestruzzo armato precompresso. Nel 1993 la sostituzione delle rotaie riguardò il tronco Remanzacco–Cividale; cinque anni dopo fu sistemato il tracciato tra la stazione di Remanzacco e il cascamificio, mentre nel 2000 fu rinnovato il tronco fino a Udine.
Dal 1997 al 2001, la ferrovia fu gestita dalle FS a titolo provvisorio, in attesa che la regione Friuli-Venezia Giulia subentrasse nella proprietà. Per concludere l'operazione di trasferimento fu necessario che l'amministrazione regionale attuasse alcune modifiche legislative per ottemperare alle disposizioni della legge 422/1997. Per cui nel 2001, in mancanza di tale adeguamento, l'esercizio della linea passò alle Ferrovie Venete e l'anno seguente alla ST, entrambe di proprietà della regione Veneto.
Nel 2004 furono sistemate le disposizioni legislative e quindi dal 1º gennaio 2005 l'esercizio fu affidato dalla Società Ferrovie Udine-Cividale (FUC) di proprietà della regione Friuli-Venezia Giulia, tuttavia solo nell'ottobre 2010 si è concluso l'iter del passaggio della proprietà dell'infrastruttura alla regione. Nel 2006 furono acquistati due autotreni Stadler GTW DMU-2 2/6, classificati come ATR 110.
Il 4 marzo 2008 è entrata in funzione la nuova stazione di Cividale, in sostituzione del precedente impianto. L'8 giugno dello stesso anno è stata aperta la fermata urbana di San Gottardo nella zona est di Udine. Inoltre sono stati adeguati i marciapiedi della stazione di Remanzacco e delle fermate di Bottenicco e Moimacco per permettere l'accesso a raso ai treni, ottenendo quindi l'accessibilità ai disabili. Il 10 dicembre 2009 è ripreso il traffico merci sulla linea, con un carico di coils della FUC destinato al riattivato scalo merci di Bottenicco. Tale servizio risulta, al 2019, soppresso, in quanto i due deviatoi di accesso allo scalo sono stati demoliti e il relativo segnalamento soppresso.
In seguito, la ferrovia passò sotto l'autorità dell'Agenzia Nazionale per la Sicurezza delle Ferrovie che introdusse le limitazioni di esercizio perché non dotata di Sistema Controllo Marcia Treno (SCMT) né dei sistemi di protezione dei passaggi a livello. Nel 2018, grazie a un finanziamento dell'amministrazione regionale di circa sei milioni di euro, iniziarono i lavori di adeguamento alla normativa che comportarono la trasformazione di tutti i passaggi a livello da semi-barriere a barriere complete e la loro protezione mediante segnali specifici, l'attivazione di nuovi Apparati Centrali Elettrici ad Itinerari (ACEI) nella stazione di Remanzacco e nel Deposito, il telecomando di questi dal nuovo Dirigente Centrale Operativo (DCO), con sede a Cividale, e l'attivazione del SCMT su tutta la linea.
Il 24 luglio 2020 la Giunta Fedriga approvò uno schema di accordo con Rete Ferroviaria Italiana (RFI) e con FUC per il subentro della prima nella gestione della ferrovia. Furono istituiti dei gruppi di lavoro per valutare lo stato dell'infrastruttura e per programmare gli interventi necessari all'effettiva realizzazione del passaggio. In seguito alla decisione di trasferire l'infrastruttura a RFI nel corso del 2025, il servizio ferroviario fu sospeso a partire dal 20 maggio 2024 per consentire i lavori di manutenzione straordinaria da parte del nuovo gestore.
Nel luglio 2025 è avvenuto l'effettivo passaggio della gestione a RFI. FUC rimane comunque presente come impresa ferroviaria.

## Caratteristiche
La linea è una ferrovia a binario semplice non elettrificato. Inizialmente, lo scartamento adottato era di 1445 mm, in seguito passato a 1435 mm.
Le rotaie sono di tipo Vignoles 50 UNI sorrette da traverse in calcestruzzo armato precompresso. Originariamente le rotaie ebbero un peso di 27 o di 30 kg/m poggianti sopra traversine in legno con chiodatura diretta. Negli anni settanta, la SVA rinnovò l'armamento, sostituendo le vecchie rotaie con altre dal peso di 36,6 kg/m.

## Percorso
| Continuation backward |

| Unknown route-map component "CONTgq" | Unknown route-map component "ABZg+r" |  |

| Station on track |

| Unknown route-map component "CONTgq" | Unknown route-map component "ABZglr" | Unknown route-map component "CONTfq" |

| Non-passenger station/depot on track |

| Unknown route-map component "CONTgq" | Unknown route-map component "KRZo" | Unknown route-map component "CONTfq" |

| Stop on track |

| Small bridge over water |

| Station on track |

| Unknown route-map component "eHST" |

| Stop on track |

| Unknown route-map component "eHST" |

| Stop on track |

| Unknown route-map component "exCONTgq" | Unknown route-map component "exSTR+r" | Straight track |  |  |

| Unknown route-map component "exBHF" | Unknown route-map component "KBHFxe" |  |

| Unknown route-map component "exENDEe" | Unknown route-map component "exBHF" | Unknown route-map component "exKBHFa" |

|  | Unknown route-map component "exKHSTe" | Unknown route-map component "exSTR" |

|  |  | Unknown route-map component "exCONTf" |

Il percorso è lungo circa quindici chilometri e corre nei pressi della strada statale 54 del Friuli.
La linea si stacca dal piazzale della stazione di Udine, all'altezza dell'ex deposito locomotive delle Ferrovie dello Stato (ora passato all'Impresa Ferroviaria privata Inrail), per dirigersi a nord-est in direzione di Remanzacco. Prima di giungere presso lo scalo a servizio di questo paese, la linea sovrappassa la linea di cintura di udine (attivata in trincea nel 1994, con la soppressione del pre-esistente attraversamento a raso, fonte di disagi per le basse velocità alle quali poteva essere percorso) e il fiume Torre. A meridione del quartiere di San Gottardo è stata istituita l'omonima fermata nel 2008.
Dopo Remanzacco, la linea scavalca in successione i torrenti Malina ed Ellero per passare a meridione dell'abitato di Moimacco, anch'esso servito da una fermata. La ferrovia attraversa quindi la zona industriale di Bottenicco, presso il quale si trova una fermata a richiesta e l'ex raccordo industriale.
Dal 2008, il capolinea è posto presso la nuova stazione di Cividale, ubicata all'altezza dell'incrocio fra le attuali via Libertà e viale Foramitti, circa cento metri più ad ovest dell'originale impianto, soppresso in quanto la presenza di un passaggio a livello immediatamente prima del piazzale binari, causava pesanti soggezioni al traffico cittadino.
Tra gli anni settanta e la fine degli anni ottanta, il capolinea fu posizionato presso la fermata di Cividale Centro che fu istituita dalla SVA all'estremità est del piazzale binari della vecchia stazione di Cividale.
Nel percorso si trovano venti passaggi a livello, di cui diciassette sono a semi-barriere.

## Traffico

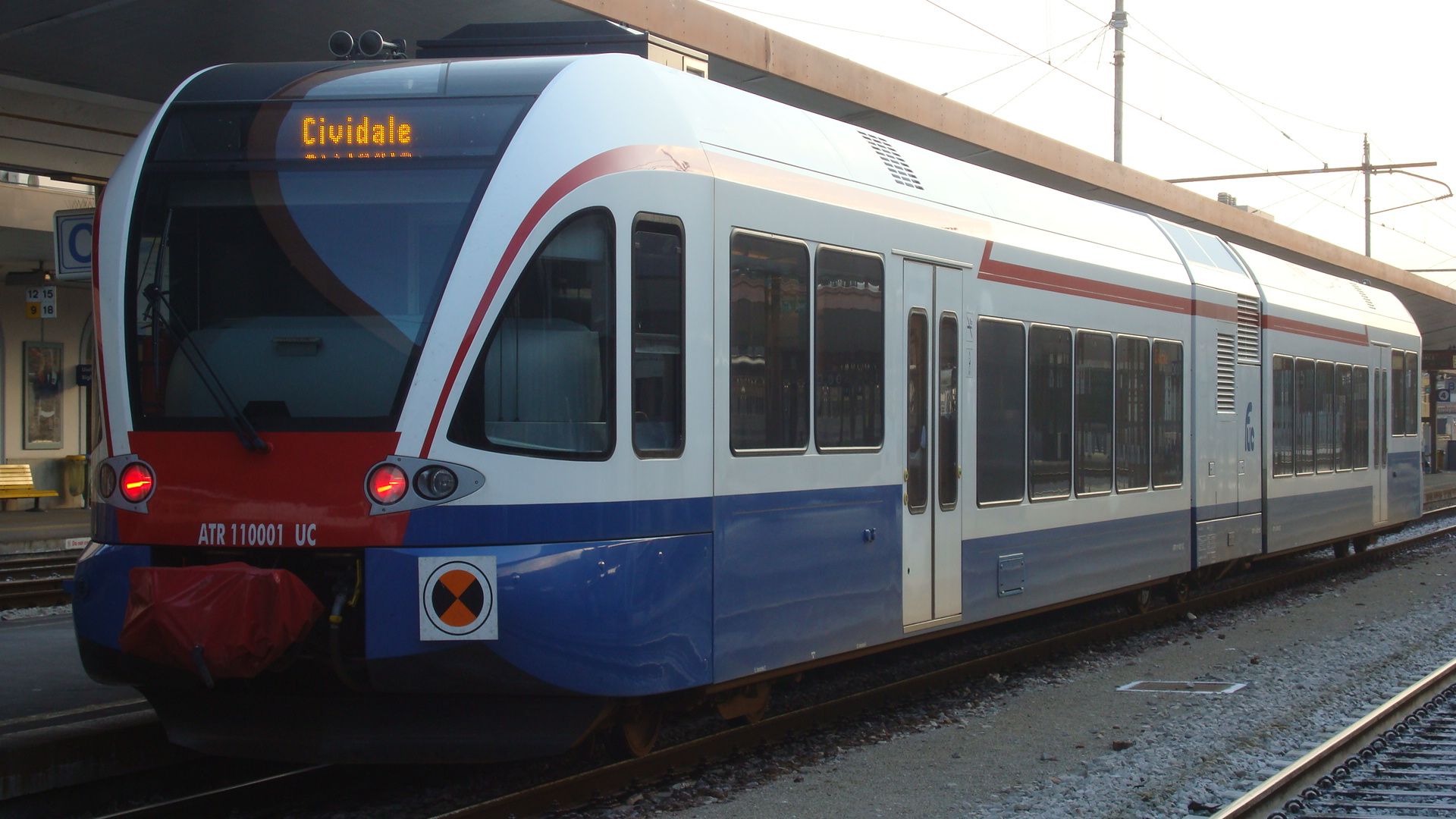
Un ATR 110 della FUC

Il volume di passeggeri trasportati nel 2010 è stato di circa 500 000 viaggiatori.
Prima della sospensione per manutenzione straordinaria, il servizio era svolto da FUC con treni regionali che collegavano la stazione di Udine a quella di Cividale, impiegando ATR 110 a trazione diesel, oltre che da automotrici ALn 663 e rimorchiate Ln 664. 
Dal 2009 al 2018, fu presente un servizio di trasporto merci, a carico della stessa FUC e da InRail e costituito principalmente da tradotte destinate allo scalo merci di Bottenicco.